# Damla Sönmez
Tilya Damla Sönmez (Estambul, Turquía, 3 de mayo de 1987) es una actriz turca, conocida por su papel protagónico Gülru Çelik en la serie de televisión turca Güllerin Savaşı, también ha participado en muchas otras producciones en la televisión turca tales como Bir Aşk Hikayesi.

## Biografía
Tilya Damla Sönmez, nació el 3 de mayo de 1987 en Estambul, Turquía, el cine ha sido su gran pasión desde que era una niña. En el curso de su carrera ha ganado varias distinciones de talla internacional. En 2009 recibió varias nominaciones por su participación en la película turca Bornova Bornova, Premio Antalya Golden Orange nominada a mejor actriz de reparto, también fue nominada para el Premio especial de teatro juvenil en los Yesilcam Movie Awards por su actuación en Mahpeyker - Kösem Sultan.
Como joven actriz, Sönmez se formó en ciudades de toda Europa. Después de graduarse de Saint Joseph French High School en Estambul, fue aceptada en el departamento de teatro de la Universidad Sorbona Nueva - París 3. Estudió un año en París antes de obtener una beca en el Departamento de Teatro de Bellas Artes de la Universidad Yeditepe en Estambul. Sönmez También asistió al Taller de Actuación Contemporánea de Jillian O'Dowd, la escuela de arte dramática de Londres.
En 2010, Sönmez hizo su debut cinematográfico en Kampüste çiplak ayaklar y fue seguido rápidamente con su premiada actuación en Bornova Bornova en el que interpretaba a una confusa, pero despiadada chica inspirada en Lady M de Izmir.
En 2012, Sönmez interpretó a una niña maltratada que toma el asunto en sus propias manos en la comedia Kurtulus Son Durak. Continuó su trabajo en el cine en Uzun Hikaye como hija de un abogado que conoce al amor de su vida, seguida por Sen Aydinlatirsin.
En 2013 interpretó a una chica joven que tiene la habilidad de detener el tiempo en la película dramática Iluminarás la noche.
En 2014 participó en la telenovela Guerra de pasiones(rosas) en la que obtuvo el papel protagonista Gülru Çelik - Sipahi, terminando la filmación de la primera temporada en 2015, en septiembre del mismo año comenzó la filmación de la segunda temporada, terminando tal filmación en febrero de 2016.
En 2017 participó en la filmación Ayla: The Daughter of War en la que participó como Nuran.

## Filmografía

### Cine
| Año  | Título                     | Papel        | Notas             |
| ---- | -------------------------- | ------------ | ----------------- |
| 2009 | Kampüste Çıplak Ayaklar    | Ebru         | Coprotagonista    |
| 2009 | Bornova Bornova            | Özlem        | Protagonista      |
| 2010 | Çakal                      | Deniz        | Actriz de reparto |
| 2010 | Mahpeyker: Kösem Sultan    | Kösem Sultan | Actriz de reparto |
| 2012 | Kurtuluş Son Durak         | Tülay        | Actriz de reparto |
| 2012 | Uzun Hikâye                | Ayla         | Actriz de reparto |
| 2013 | Sen Aydınlatırsın Geceyi   | Defne        | Coprotagonista    |
| 2014 | Nivel del mar              | Damla        | Protagonista      |
| 2017 | Taksim Hold'em             | Defne        | Actriz de reparto |
| 2017 | Ayla: La hija de la guerra | Nuran        | Actriz de reparto |

### Televisión
| Año       | Título            | Papel         | Notas                                     |
| --------- | ----------------- | ------------- | ----------------------------------------- |
| 2004      | Camdan Pabuçlar   | Gülçin        | Actriz de reparto                         |
| 2004      | Omuz Omuza        | Pelin         | Actriz de reparto                         |
| 2005      | Kapıları Açmak    | Gülşen        | Actriz de reparto                         |
| 2006      | Şarkılar Susmasın | Aycan         | Actriz de reparto                         |
| 2006      | Sahte Prenses     | Sedef         | Coprotagonista                            |
| 2006-2007 | Fırtınalı Aşk     | Melda Talay   | Actriz de reparto                         |
| 2008      | Emret Komutanım   | Karamel       | Actriz de reparto                         |
| 2008-2009 | Gece Gündüz       | Pınar         | Actriz de reparto                         |
| 2010-2011 | Türkan            | Turhan        | Protagonista                              |
| 2012      | Şubat             | Gelin         | Coprotagonista                            |
| 2013-2014 | Bir Aşk Hikayesi  | Ceylan German | Protagonista                              |
| 2014-2016 | Güllerin Savaşı   | Gülru Çelik   | Protagonista                              |
| 2017      | Aşk ve Gurur      | Zeynep Esen   | Protagonista                              |
| 2018      | Masum Değiliz     | Selin         | Protagonista                              |
| 2019-2021 | Çukur             | Efsun Kent    | Protagonista (tercera y cuarta temporada) |
| 2021      | Aziz              | Dilruba       | Protagonista                              |
| 2024      | Kötü Kan          | Nazan         | Protagonista                              |

### Cortometrajes
| Año  | Título   | Papel  |
| ---- | -------- | ------ |
| 2011 | Alala    | Kardeş |
| 2011 | Korkuluk | Kadın  |

### Publicidad
| Año  | Título                   | Notas   |
| ---- | ------------------------ | ------- |
| 2004 | Orkid                    |         |
| 2016 | LCW - Geri Sayım Başladı | doblaje |
| 2017 | Becel - Kalbini Sev      | doblaje |